# Ilha privada

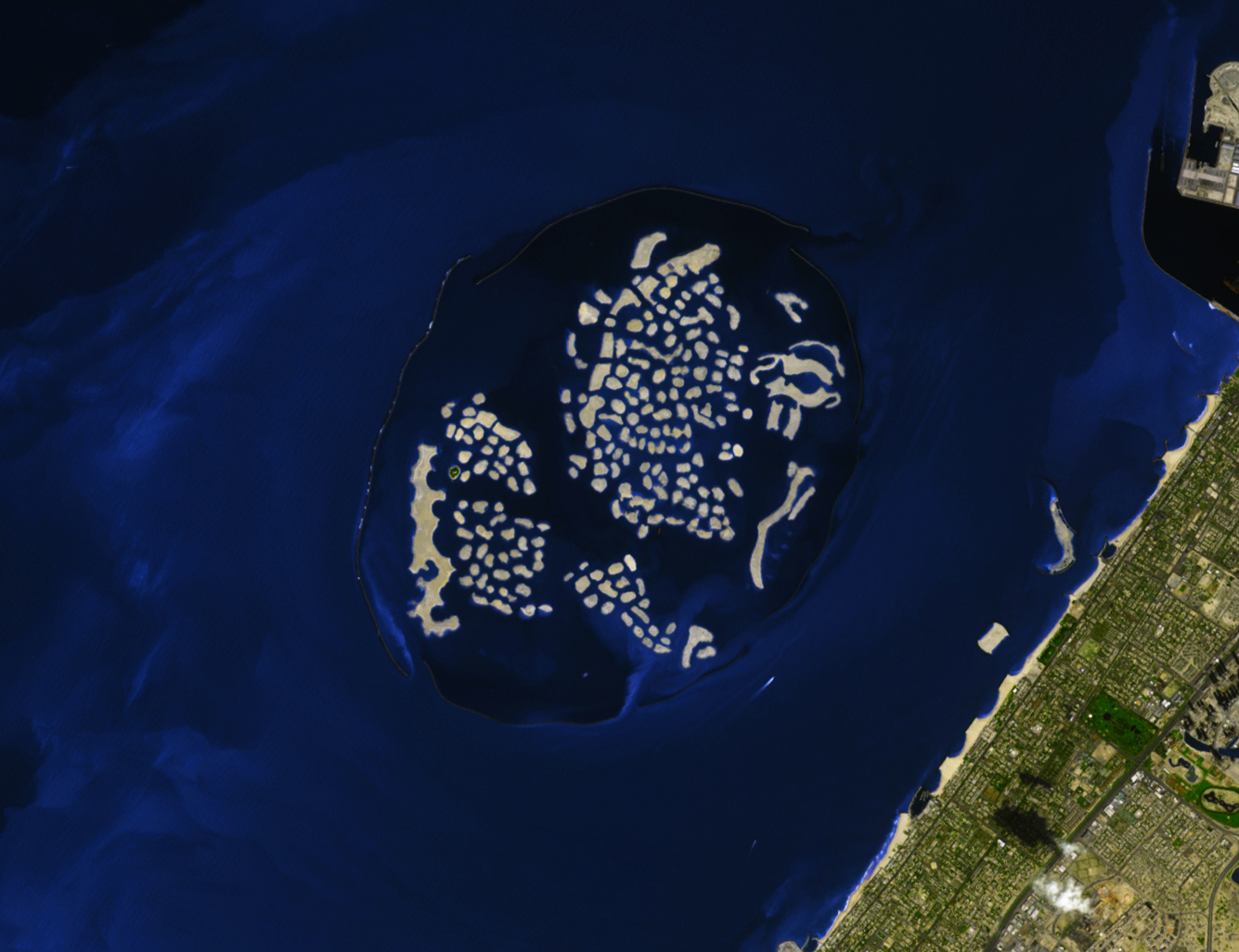
Muitas ilhas do arquipélago artificial The World são privadas.

Uma ilha privada é uma ilha integralmente pertencente a um cidadão ou a uma corporação. Embora essa exclusividade dê ao proprietário controle substancial sobre sua propriedade, esse se submete à jurisdição de governos nacionais e, às vezes, locais. Ilhas privadas estão presentes em todo o mundo, e muitas não são povoadas. Enquanto algumas são centros turísticos, outras funcionam como residências de férias dos donos.

## Posse
Atualmente, existem centenas de ilhas inabitadas no mundo que têm potencial para desenvolvimento comercial como pontos turísticos ou para uso recreacional privado. O desenvolvimento comercial, contudo, pode trazer preocupações ecológicas, já que muitas possuem um ambiente frágil. Algumas ilhas podem ser adquiridas "virgens", isto é, sem nenhum tipo de construção humana nelas, como casas e estradas. Muitas celebridades do mundo da música e do cinema possuem suas próprias ilhas particulares.
No Sudeste Asiático, há inúmeras ilhas, com a Indonésia sendo um arquipélago de cerca de 17 mil ilhas e as Filipinas tendo por volta de 7,1 mil ilhas. Leis do setor imobiliário restringem a capacidade de estrangeiros para comprarem propriedades, e muitas não tem uma posse definida. Ilhas privadas disponíveis no mercado imobiliário do Sudeste Asiático são proibitivamente caras em razão da alta demanda de investidores hoteleiros.
As políticas que regem ilhas privadas são bastante variadas. Ilhas da costa da China, por exemplo, não podem ser adquiridas, mas apenas arrendadas do governo por um período máximo de 50 anos. Virtualmente, todas as ilhas do mundo estão sob a soberania de algum país e são regidas pelas leis desses, mas há pessoas que já tentaram estabelecer suas próprias micronações nas ilhas. Exemplo disso foi a tentativa frustrada do milionário Michael Oliver de criar uma cidade-estado chamada República de Minerva, nos Recifes Minerva, no sul do Oceano Pacífico, em 1972.
Ilhas "privadas" em países como Reino Unido, Brasil e Chile não são, dentro da lei, inteiramente privadas: qualquer zona entremarés, como praias, é pertencente ao Estado, sendo portanto de livre acesso público, por mais que os donos de terras na ilha a reclamem para si.

## Ilhas privadas famosas
| Ilha                            | Localização                                         | Proprietário (atual ou antigo)                                |
| ------------------------------- | --------------------------------------------------- | ------------------------------------------------------------- |
| Ilha de Curupu                  | Maranhão, Brasil                                    | José Sarney e família                                         |
| Tetiaroa                        | Polinésia Francesa                                  | Marlon Brando, ator                                           |
| Ilha Dorinish                   | Baía de Clew, Condado de Mayo, República da Irlanda | John Lennon, músico                                           |
| Ilha Dino                       | Caribe                                              | Gianni Agnelli, industrial                                    |
| Ilha Greece                     | The World, Dubai                                    | Pamela Anderson, atriz e modelo                               |
| ?                               | Perto de Granada                                    | Família Bacardi                                               |
| Brecqhou                        | Ilhas do Canal, a oeste de Sark                     | David e Frederick Barclay, empresários                        |
| Ilha Necker e Ilha Moskito      | Ambas nas Ilhas Virgens Britânicas                  | Richard Branson, empresário                                   |
| Naitoumba                       | Fiji                                                | Raymond Burr, ator                                            |
| ?                               | Bahamas                                             | Nicolas Cage, ator                                            |
| S'Espalmador                    | Ilhas Baleares, Espanha                             | Família Cinnamond                                             |
| Musha Cay                       | Bahamas                                             | David Copperfield, ilusionista                                |
| Ilhas Green, Tessera e Reklusia | Respectivamente: Austrália, Itália e Bahamas        | Edward de Bono, psicólogo e escritor                          |
| Little Hall’s Pond Cay          | Bahamas                                             | Johnny Depp, ator                                             |
| Blackadore Cay                  | Belize                                              | Leonardo DiCaprio, ator                                       |
| Ilha Gagnon                     | Quebec, Canadá                                      | Celine Dion, cantora                                          |
| Ilha Echo                       | Ilhas San Juan, Estados Unidos                      | Família Disney                                                |
| Ilha Cherry                     | Baía de Chesapeake, Estados Unidos                  | Família Du Pont                                               |
| Ilha Navy                       | Port Antonio, Jamaica                               | Errol Flynn, ator                                             |
| Ilha Mago                       | Fiji                                                | Mel Gibson, ator                                              |
| Ilha St. Tudwal                 | Gales, Reino Unido                                  | Bear Grylls, aventureiro, escritor e apresentador de TV       |
| ?                               | Colúmbia Britânica, Canadá                          | Gene Hackman, ator                                            |
| Melody Key                      | Flórida                                             | Nick Hexum, músico                                            |
| ?                               | Bahamas                                             | Faith Hill e Tim McGraw, músicos                              |
| Ilha North Dumpling             | Connecticut, Estados Unidos                         | Dean Kamen, inventor e empreendedor                           |
| Ilha Pellew                     | Port Antonio, Jamaica                               | Princesa Nina Aga Khan                                        |
| Eleuthera                       | Bahamas                                             | Lenny Kravitz, músico                                         |
| Ilha Illiec                     | Bretanha, França                                    | Charles Lindbergh, aviador                                    |
| Laucala                         | Fiji                                                | Dietrich Mateschitz, empresário                               |
| ?                               | Angra dos Reis, Brasil                              | Ricky Martin, músico                                          |
| Ilha Taprobane                  | Sri Lanka                                           | Paul Bowles, escritor                                         |
| Ilha Lanai                      | Havaí, Estados Unidos                               | David H. Murdock, empresário                                  |
| Rooster Cay                     | Bahamas                                             | Eddie Murphy, ator                                            |
| Ilha Nygard                     | Bahamas                                             | Peter Nygård, empresário                                      |
| Skorpios                        | Grécia                                              | Aristóteles Onassis (antigamente) Athina Roussel (atualmente) |
| Várias ilhas na Baía de Mahone  | República da Irlanda                                | Michael Ondaatje, escritor                                    |
| Ilha Colom                      | Minorca, Espanha                                    | Família Roca                                                  |
| Sandy Cay                       | Ilhas Virgens Britânicas                            | Laurence Rockefeller, capitalista                             |
| Taino                           | Polinésia Francesa                                  | Diana Ross (antigamente), cantora                             |
| Ilha Bell                       | Bahamas                                             | Barão Rothschild                                              |
| Ilha St. Phillips               | Carolina do Sul, Estados Unidos                     | Ted Turner                                                    |
| Pender Harbor                   | Colúmbia Britânica, Canadá                          | Robin Williams                                                |
| Ilha New Libertalia             | Funchal, Portugal                                   | Família Lemos                                                 |